# Eduard Petzold
Carl Eduard Adolph Petzold (Königswalde, 14 januari 1815 – Blasewitz (Dresden), 10 augustus 1891) was een Duitse landschapsarchitect. 
Hij begon in 1831 als leerling in dienst van prins Hermann von Pückler-Muskau, schrijver, reiziger en zijn eigen tuinarchitect. Daar had Jacob Heinrich Rehder de dagelijkse leiding bij de aanleg van het Muskauer Park: een park in Engelse landschapsstijl met een omvang van 545 hectare (grens Polen-Duitsland). Van Rehder heeft hij het vak geleerd en de kunst afgekeken. In 1846 koopt de Prins der Nederlanden Willem Frederik van Oranje-Nassau het park en slot waar Petzold werkzaam was. Zijn kwaliteiten worden door de prins opgemerkt en hij wordt in 1852 aangesteld als parkhoofd van dit park. Die functie blijft hij tot 1872 vervullen. Het park groeit in die periode uit tot een honderden hectaren groot landschap in de Engelse landschapsstijl. 
Ondertussen werd hij echter in 1854 naar Nederland gehaald, waar de prins in Wassenaar enkele landgoederen bezat die hij wilde aanpassen aan de nieuwste inzichten en wensen op het gebied van landschapsarchitectuur. Dit was het begin van zijn carrière in Nederland. Daarna heeft hij als landschapsarchitect 174 parken en tuinen gerealiseerd in Duitsland, Oostenrijk-Hongarije, Nederland, Polen, Bulgarije en Turkije.
Petzold was betrokken bij de inrichting van De Horsten te Wassenaar in opdracht van prins Frederik. Daarnaast maakte hij voor Rodolphe Frédéric van Heeckeren van Wassenaer grootschalige plannen voor het park en de omgeving van kasteel Twickel bij Delden die voor een deel ook zijn uitgevoerd.
Petzold probeerde in zijn parken schakering te bereiken door een veelheid van kleine ronde bosschages. Kenmerkend voor zijn werk is de overtuin (tussen straatweg en spoorbaan) van het Hof te Dieren. Het arboretum van Muskau wordt gezien als zijn belangrijkste werk.

## Ontwerpen

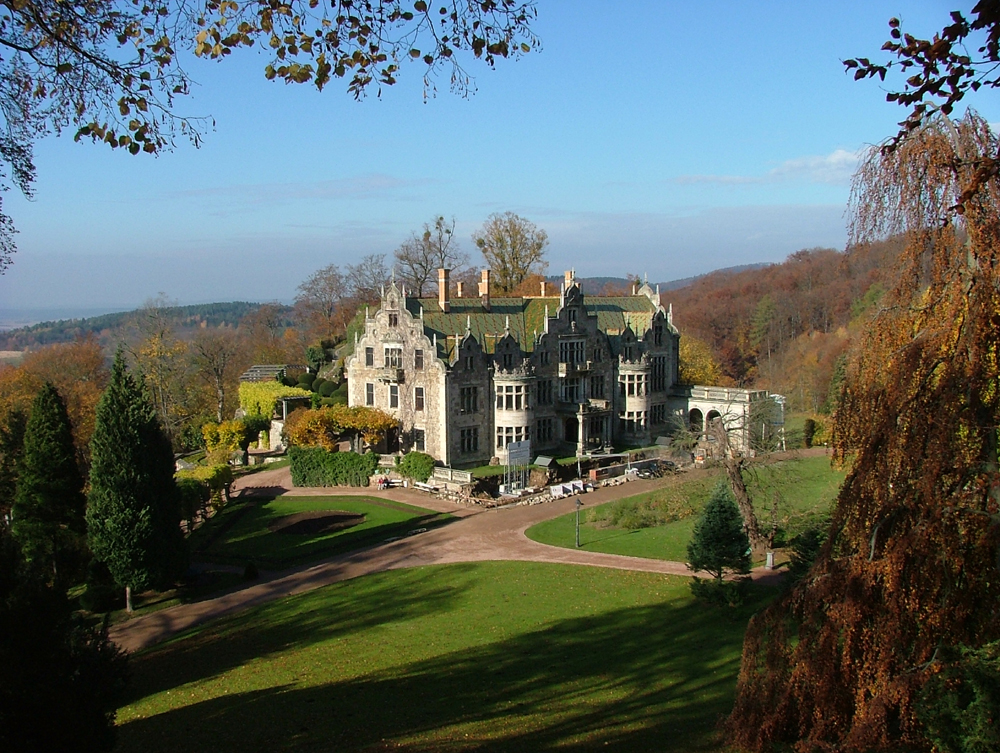
Slot Altenstein

- Westelijk en noordelijk park gedeelte van Slot Altenstein, Bad Liebenstein 1847
- Landgoed de Horsten, Landgoed Huize De Paauw, Landgoed De Raephorst, Landgoed ter Horst, Landgoed Eikenhorst: alle te Wassenaar in opdracht van prins Frederik 1854
- Zypendaal, Arnhem 1863
- Huis Rhederoord, De Steeg 1868
- Bingerden, Angerlo 1869
- Hof te Dieren, Dieren 1870
- Gulden Bodem, Arnhem 1872
- Wielbergen, Angerlo 1872
- Buitenplaats Oud-Wassenaar, Wassenaar 1877 (niet uitgevoerd)
- Kasteel Middachten, De Steeg 1878 (niet uitgevoerd)
- Landgoed Elswout, Overveen 1882 (niet uitgevoerd)
- Landgoed Duinlust, Overveen 1882
- Kasteel Twickel, Delden 1885-1891
- Landgoed Clingendael, Wassenaar 1888 (park uitgevoerd door Springer, Rosarium destijds niet uitgevoerd)